# Sweeping Up the Spotlight
Sweeping Up the Spotlight è un album live dei Jefferson Airplane, pubblicato nel 2007, contenente le registrazioni dei concerti al Fillmore East di New York del 28 e 29 novembre 1969.

## Tracce
1. Volunteers (Marty Balin, Paul Kantner) – 3:34
2. Good Shepherd (trad. arr. Jorma Kaukonen) – 7:15
3. Plastic Fantastic Lover (Balin) – 3:16
4. Uncle Sam Blues (trad. arr. Kaukonen, Jack Casady) – 5:07
5. 3/5 of a Mile in 10 Seconds (Balin) – 5:48
6. You Wear Your Dresses Too Short (Balin) – 9:16
7. Come Back Baby (trad. arr. Kaukonen) – 6:47
8. Won't You Try/Saturday Afternoon (Kantner) – 5:14
9. Ballad of You & Me & Pooneil (Kantner) – 10:26
10. White Rabbit (Grace Slick) – 3:03
11. Crown of Creation (Kantner) – 3:25
12. Other Side of This Life (Fred Neil) – 10:02

## Formazione
Jefferson Airplane
- Marty Balin – voce nelle tracce 1, 3, 5, 6, 8, 9, 11, 12
- Jack Casady – basso in ogni traccia
- Spencer Dryden – batteria in ogni traccia
- Paul Kantner – chitarra ritmica in ogni traccia; voce nelle tracce 1, 8, 9, 11, 12; cori nelle tracce 2, 3
- Jorma Kaukonen – chitarra solista in ogni traccia; voce nelle tracce 2, 4, 7
- Grace Slick – voce nelle tracce 1, 5, 8, 9, 10, 11, 12; cori nella traccia 2